# Jaskinia na Biśniku
Jaskinia na Biśniku – jaskinia w pobliżu wsi Smoleń w województwie śląskim, w powiecie zawierciańskim, w gminie Pilica. Znajduje się w skale Biśnik, w orograficznie prawych zboczach Doliny Wodącej na Wyżynie Częstochowskiej.

## Opis jaskini
Górna część jaskini powstała na pionowym pęknięciu przecinającym cała skałę Biśnik. Ma trzy otwory; dwa po północnej stronie na wysokości 4 m nad ziemią i jeden w południowo-wschodniej, pionowej ścianie. Wskutek rozmycia pęknięcie z czasem rozszerzyło się, tworząc szeroki korytarz przecinający całą skałę. Odbiega od niego ciasny tunelik. Na końcu jego odgałęzienia znajduje się okno skalne. Ta część jaskini jest sucha, silnie przewiewna i w większej części widna.
Dolna, położona nad ziemią część jaskini ma dwa otwory. Prawy otwór był bardzo mały, ale podczas prac archeologicznych wybrano jego namulisko na głębokość około 3 m, wskutek czego powstał tej wysokości wykop i próg. Za progiem tym znajduje się sala. Jej dno również wskutek wybrania namuliska obniżyło się, ale nieco mniej, niż przed otworem. W ścianie północnej części sali są dwa okna łączące ją z północną częścią jaskini. We wschodniej ścianie sali jest 1,5 m wysokości próg, a za nim niski przełaz do wschodniej części jaskini. Jest w niej niska komórka i skręcający na lewo korytarzyk. Doprowadza on do sali z polewami kalcytowymi. Są też boczne, ślepo kończące się odgałęzienia.
Lewy otwór jaskini znajduje się w wielkiej nyży. Podczas prac archeologicznych wybrano jego namulisko na głębokość 5 m, aż do spągu. Podczas tych prac odsłonięto dużą komorę. W niej również wybrano namulisko na głębokość 4 m, nie dostając się do spągu.
We wstępnych partiach jaskini nacieki są ubogie. Więcej ich jest w partiach tylnych, ale są nieco zniszczone. Są to polewy mleka wapiennego, niewielkie stalaktyty, oraz kalcytowe żebra krasowe i kaskady. Wstępne części jaskini są pod wpływem środowiska zewnętrznego, jest w nich silny przewiew i zimą przemarzają. Dalsze części jaskini są bardziej wilgotne, przewiew jest dużo mniejszy, znacznie mniejsze są też różnice temperatury w zimie i lecie. Na ścianach oświetlonych części jaskini rozwijają się glony. Dalsze partie są całkowicie ciemne. W wielu miejscach na organicznych resztkach rozwija się pleśń. Ze zwierząt obserwowano duże ilości muchówek i motyli oraz pająka sieciarza jaskiniowego. W dalszych partiach znaleziono dużego chrząszcza z grupy biegaczy. Zimą w jaskini hibernują pojedyncze nietoperze.

## Historia poznania
Jaskinia na Biśniku znana jest od dawna. Po raz pierwszy opisał ją Kazimierz Kowalski w 1951 r. jako dwie oddzielne jaskinie; część górną jako Schronisko na Biśniku koło Smolenia górne, część dolną jako właściwą Jaskinię na Biśniku. Jest to jednak jedna jaskinia, i już w 1986 A. Górny i M. Szelerewicz to dostrzegli. Od dawna jej namulisko było przekopywane, już Kowalski w swoim opisie podaje, że były w niej liczne „dzikie wykopy”. Znajdywano w niej skamieniałe kości, a na powierzchni skorupy glinianych naczyń. Obecnie jaskinia jest ważnym stanowiskiem archeologicznym. Systematyczne badania naukowe prowadzone są w niej od 1992 r. W grudniu 1998 r. zamknięto jej otwór metalową kratą, która co jakiś czas przez nieznanych sprawców jest przepiłowywana, lub podkopywana.
Najstarsze znaleziska wydobyte z namuliska jaskini datuje się wstępnie się na ok. 270 tysięcy lat (wyniki tych badań wymagają potwierdzenia). Intensywne osadnictwo na tym terenie istniało z przerwami do czasów średniowiecza, kiedy to jaskinia w masywie Biśnika służyła jako tymczasowe schronienie. Dzięki badaniom archeologicznym poznano życie ludzi od środkowego paleolitu po czasy współczesne. Jaskinię zamieszkiwał Homo erectus. Wydobyto i opisano także ogromne ilości kości zwierzęcych, a charakter wydobytych osadów pozwala na opisanie warunków jakie panowały na tych terenach w dawnych epokach.

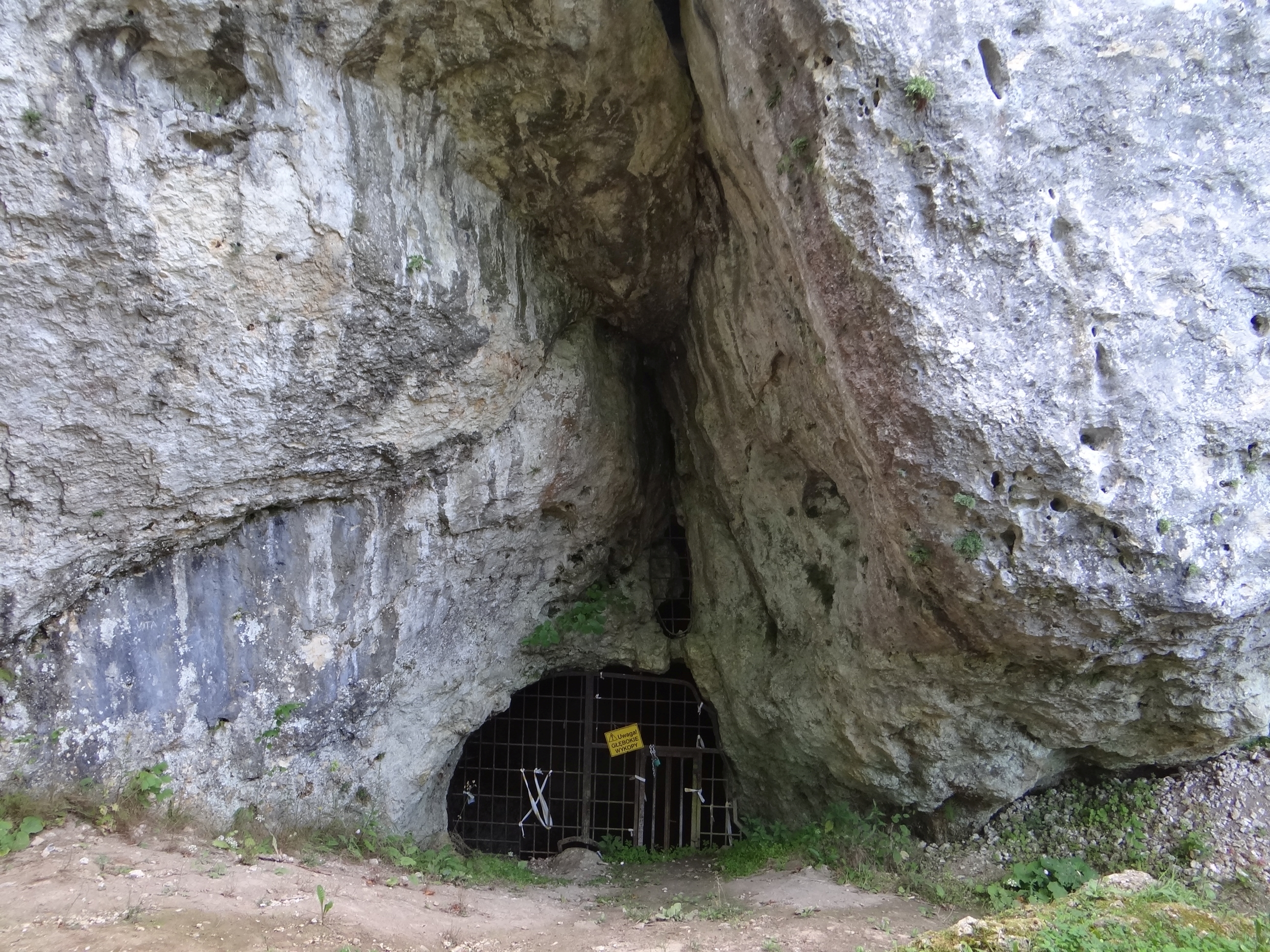
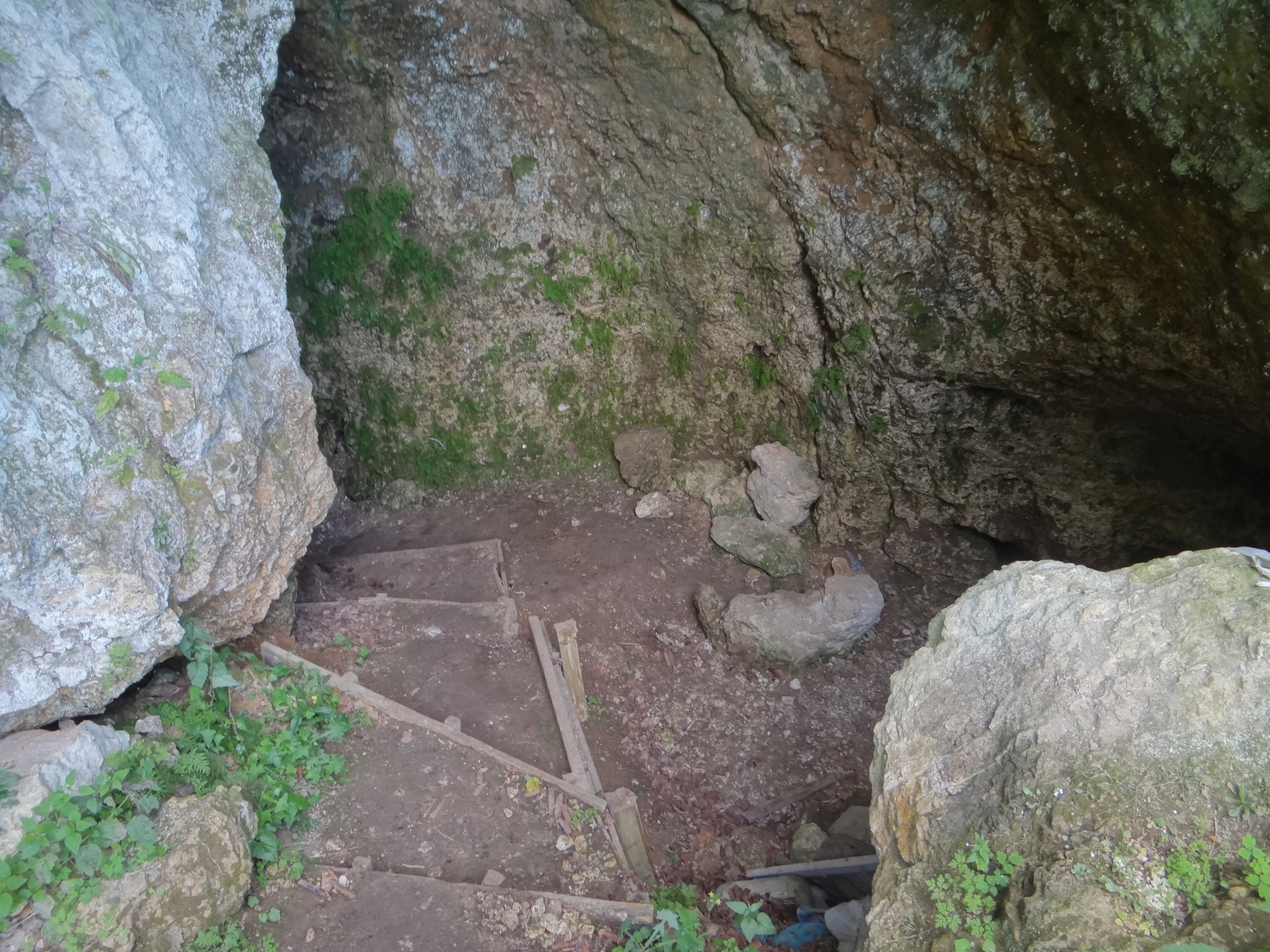
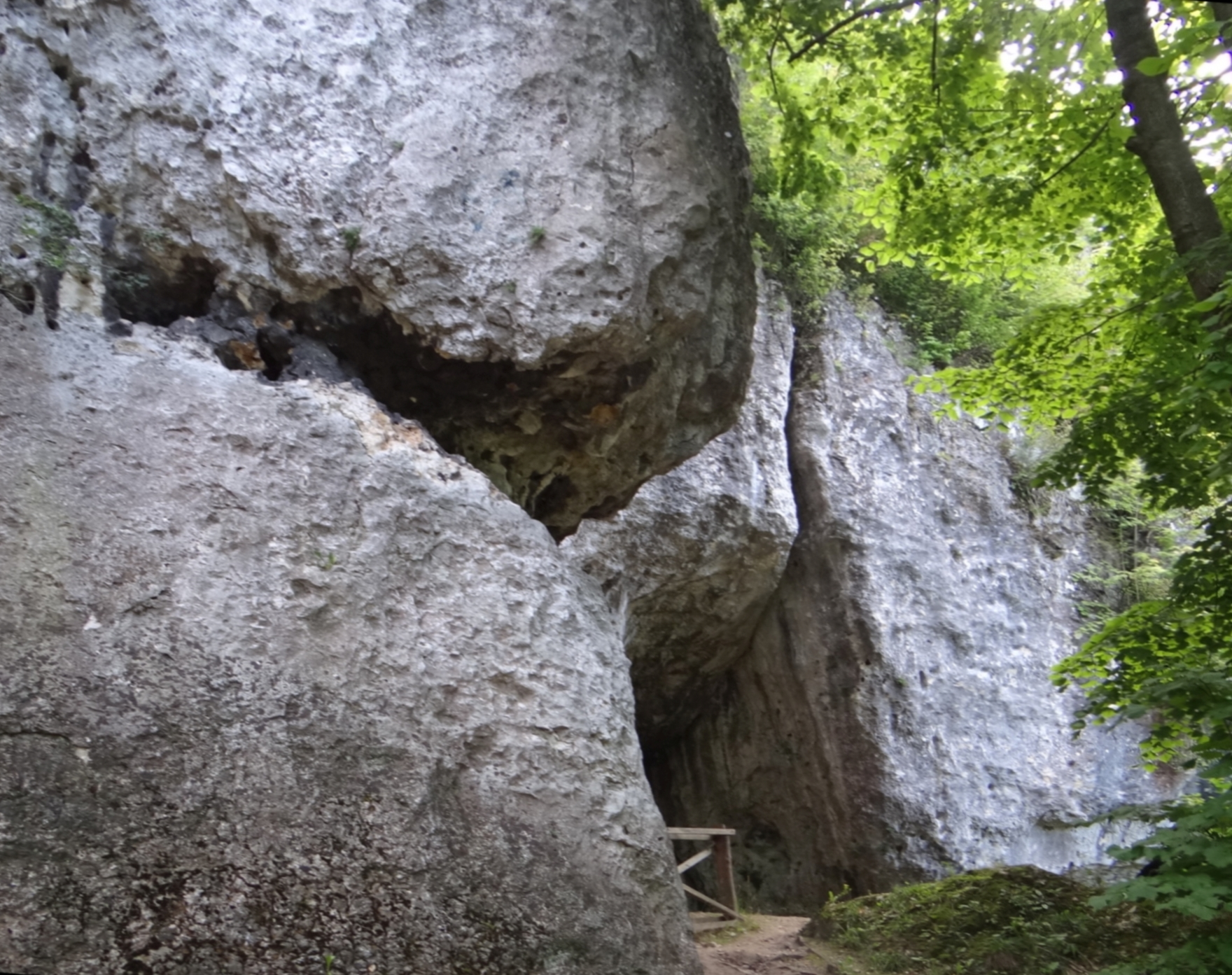

W masywie Biśnika znajduje się jeszcze Jaskinia Psia o długości około 80 m i meandrującym kształcie.